# Vụ nổ tại Hà Đông 2016
Vụ nổ tại Hà Đông 2016 là một vụ nổ xảy ra vào khoảng 15 giờ 10 phút (UTC+07:00) ngày 19 tháng 3 năm 2016 tại khu đô thị Văn Phú ở quận Hà Đông, thành phố Hà Nội, Việt Nam.
Nguyên nhân được cho là nổ bom hoặc thủy lôi hay ngư lôi tại một cửa hàng phế liệu, hậu quả khiến sáu người tử vong và tám người bị thương. Người gây ra vụ nổ đã tử vong nên không bị khởi tố hình sự. Đồng thời, chính quyền địa phương cũng vấp phải chỉ trích vì buông lỏng quản lý.

## Vụ nổ
Phạm Văn Cường thuê nhà số 15–TT19 khu đô thị Văn Phú từ năm 2013 để mở cửa hàng phế liệu, trước đó chưa từng nhập ngũ. Tối ngày 18 tháng 3, một xe tải bán lại cho cửa hàng khối kim loại hình trụ tròn với vỏ ngoài hoen gỉ. Cường nhờ hàng xóm Đào Văn Thủy (sinh năm 1971, kinh doanh máy lọc nước tại nhà số 14–TT19) chuyển giúp một khối kim loại hình trụ tròn ra ngoài vỉa hè lúc 8 giờ 30 phút (UTC+07:00) ngày 19 tháng 3 năm 2016. Khoảng 14 giờ 40 phút, Cường ra vỉa hè trước cửa hàng và tiến hành phân loại phế liệu. Thời điểm này, Đào Văn Thủy ra vỉa hè hút thuốc và thấy Phạm Văn Cường chuẩn bị cắt khối kim loại hình trụ tròn, đồng thời do quên bật lửa nên Thủy chạy lên tầng hai nhà số 14–TT19. Chính hành động này đã giúp anh thoát khỏi cái chết. Khoảng 15 giờ 10 phút, một vụ nổ xảy ra tại nhà số 15–TT19 ở khu đô thị Văn Phú thuộc quận Hà Đông, dọc đường Lê Trọng Tấn, điểm giao cắt với phố Quang Trung. Tâm vụ nổ gây ra một hố sâu 2 m và có diện tích 4 m² trước cửa hàng phế liệu. Tòa nhà liền kề vụ nổ có ít người ở, phần lớn đang xây dựng dạng thô hoặc cho thuê hạ tầng làm nhà kho. Vụ nổ có bán kính sát thương 300 m và sóng xung kích 1 km. Áp lực nổ có thể khiến vỡ phổi, thủng màng tai, xuất huyết não và làm biến dạng mọi đồ vật trong vùng áp lực.

## Hậu quả

### Thương vong
Tính đến 15 giờ 30 phút ngày 19 tháng 3, thống kê sơ bộ xác định có bốn người chết, một người mất tích và tám người bị thương. Thi thể người đàn ông được cho là gây ra vụ nổ bị phân mảnh nhiều nơi. Hai mẹ con và một người đàn ông lưu thông trên hai làn đường cách tâm vụ nổ lần lượt khoảng 10 m và 100 m tử vong ngay tại hiện trường; một tài xế xe tải chịu áp lực gần tâm vụ nổ được chuyển vào bệnh viện. Theo Cục Quản lý khám chữa bệnh thuộc Bộ Y tế, hai nạn nhân tại Bệnh viện Quân y 103 đều hôn mê, còn bốn nạn nhân tại Bệnh viện Đa khoa Hà Đông được chuyển đến khoa chấn thương và khoa răng hàm mặt. Tính đến 19 giờ cùng ngày, Sở Y tế Hà Nội thống kê được bốn người tử vong và tám người chịu thương tích. Giám đốc Bệnh viện Đa khoa Hà Đông Đào Thiện Tiến thông báo tiếp nhận sáu bệnh nhân chấn thương phần mềm, còn ba trường hợp khác được chuyển thẳng tới nhà xác. Phó giám đốc Bệnh viện Quân y 103 Nguyễn Văn Khoa cho biết có hai bệnh nhân nhập viện trong tình trạng bất tỉnh và đa chấn thương. Cũng tại Bệnh viện Quân y 103, Phó giám đốc Y vụ Nguyễn Văn Khoa nói rằng "rất khó đưa ra khuyến cáo và khoanh vùng dân cư cần khám sức khỏe cụ thể" vì chưa xác định được sức công phá của vụ nổ. Ngày 23 tháng 3, sau một thời gian hôn mê sâu và thở máy, người đàn ông lái xe tải tử vong tại Bệnh viện Quân y 103, còn người phụ nữ đi cùng vẫn đang được điều trị. Người phụ nữ này sống thực vật trong hai năm ở quê nhà – xã Thanh Thùy thuộc huyện Thanh Oai – và qua đời hai năm sau đó, vào ngày 21 tháng 2 năm 2018.
| Số thứ tự | Họ tên               | Giới tính | Tuổi | Nguyên quán                            | Tình trạng                                                                                                | Nguồn                              |
| --------- | -------------------- | --------- | ---- | -------------------------------------- | --- | ---------------------------------- |
| 1         | Phạm Văn Cường       | nam       | 41   | Nam Hưng, Nam Trực, Nam Định           | Tử vong tại vụ nổ                                                                                         | [ 9 ] [ 10 ] [ 29 ] [ 30 ]         |
| 2         | Bùi Chí Quân         | nam       | 53   | Chúc Sơn, Chương Mỹ, Hà Nội            | Tử vong tại vụ nổ                                                                                         | [ 9 ] [ 10 ] [ 29 ] [ 30 ]         |
| 3         | Đào Thị Soản         | nữ        | 32   | Châu Mai, Liên Châu, Thanh Oai, Hà Nội | Tử vong tại vụ nổ                                                                                         | [ 9 ] [ 10 ] [ 29 ] [ 30 ]         |
| 4         | Đào Thị Tú Quỳnh     | nữ        | 8    | Châu Mai, Liên Châu, Thanh Oai, Hà Nội | Tử vong tại vụ nổ                                                                                         | [ 9 ] [ 10 ] [ 29 ] [ 30 ]         |
| 5         | Đặng Cao Thủy        | nam       | 32   | Phùng Xá, Thạch Thất, Hà Nội           | Tử vong tại Bệnh viện Quân y 103 sau khi điều trị một thời gian                                           | [ 10 ] [ 23 ] [ 25 ] [ 28 ] [ 30 ] |
| 6         | Nguyễn Thị Lệ        | nữ        | 23   | Thanh Thủy, Thanh Oai, Hà Nội          | Đi cùng xe tải với Đặng Cao Thủy, hôn mê sâu tại Bệnh viện Quân Y 103. Tử vong sau hai năm sống thực vật. | [ 10 ] [ 23 ] [ 25 ] [ 28 ] [ 30 ] |
| 7         | Nguyễn Thị Hằng      | nữ        | 26   | Mộ Lao, Hà Đông, Hà Nội                | Điều trị tại Bệnh viện Đa khoa Hà Đông                                                                    | [ 29 ] [ 30 ]                      |
| 8         | Nguyễn Vũ Thị Linh   | nữ        | 28   | Yết Kiêu, Hà Đông, Hà Nội              | Điều trị tại Bệnh viện Đa khoa Hà Đông                                                                    | [ 29 ] [ 30 ]                      |
| 9         | Trần Thị Thanh Huyền | nữ        | 26   | Văn Phú, Hà Đông, Hà Nội               | Điều trị tại Bệnh viện Đa khoa Hà Đông                                                                    | [ 29 ] [ 30 ]                      |
| 10        | Lê Thị Kim Phương    | nữ        | 33   | Văn Phú, Hà Đông, Hà Nội               | Điều trị tại Bệnh viện Đa khoa Hà Đông                                                                    | [ 29 ] [ 30 ]                      |
| 11        | Nguyễn Anh Đức       | nam       | 30   | Văn Phú, Hà Đông, Hà Nội               | Điều trị tại Bệnh viện Đa khoa Hà Đông (đã xuất viện)                                                     | [ 29 ] [ 30 ]                      |
| 12        | Nguyễn Duy Tranh     | nam       | 57   | Văn Phú, Hà Đông, Hà Nội               | Điều trị tại Bệnh viện Đa khoa Hà Đông (đã xuất viện)                                                     | [ 29 ] [ 30 ]                      |
| 13        | Phạm Văn Hiển        | nam       | 25   | Bình Lục, Hà Nam                       | Điều trị tại Bệnh viện Quân y 103                                                                         | [ 22 ] [ 31 ] [ 32 ]               |
| 14        | Lý Thị Hạnh          | nữ        | 34   | Tứ hiệp, Thanh Trì, Hà Nội             | Điều trị tại Bệnh viện Quân y 103                                                                         | [ 22 ] [ 31 ] [ 32 ]               |

### Thiệt hại
Vụ nổ phá hủy hệ thống thoát nước và khiến cáp ngầm bốc cháy; sóng xung kích ảnh hưởng đến các tòa nhà trong phạm vi 100 m. Một chiếc xe tải chịu áp lực nổ đâm vào nhà số 26–CT9. Cửa kính của ba ô tô và các tòa nhà hai bên đường cách tâm vụ nổ 50–200 m bị vỡ; sáu xe máy bị hư hại; gạch đá, cây cối trong khu vực bán kính 100m quanh nhà số 15–TT19 bị xới tung, bật gốc. Tầng một của cửa hàng phế liệu sập hoàn toàn, ba căn hộ liền kề hư hại nặng hiên trước. Các căn nhà trong khu vực bán kính 1 km đều vỡ cửa kính, ít nhất tám căn nhà liền kề tâm vụ nổ đều hư hại nặng, các mảnh kính văng xa hàng chục mét. Ngày 26 tháng 3, thống kê cho biết có 36 căn hộ hư hại nặng và 95 căn hộ bị vỡ kính. Theo cơ quan chức năng, có 213 căn nhà trong bán kính 200 m bị hư hại.

## Cứu hộ
Hàng trăm cảnh sát thành phố Hà Nội phối hợp với cảnh sát quận Hà Đông phong tỏa hiện trường và thu gom thi thể trong khu vực xung quanh, còn lực lượng công binh tiến hành đào bới các ngôi nhà sập để tìm kiếm nạn nhân. Lực lượng Cảnh sát phòng cháy, chữa cháy điều động hai xe cứu hoả đến hỗ trợ. Phó giám đốc Sở Y tế Hà Nội Lưu Thị Liên chỉ thị Trung tâm cấp cứu 115 Hà Nội và Bệnh viện Đa khoa Hà Đông lập phương án cấp cứu các nạn nhân. Lúc 15 giờ 30 phút và 16 giờ, Trung tâm cấp cứu 115 Hà Nội điều động lần lượt bốn xe cấp cứu và một xe thứ năm đến hiện trường. Sau đó, Sở Y tế Hà Nội tiếp tục điều động thêm một xe khác từ Bệnh viện Đa khoa Hà Đông. Cảnh sát thông báo không còn nạn nhân vào lúc 18 giờ. Khoảng 18 giờ 5 phút, lực lượng bộ đội của quận Hà Đông đến dọn dẹp khu vực vụ nổ, lực lượng cảnh sát bắt đầu thống kê thiệt hại của từng gia đình, trong khi cảnh sát giao thông thì tiến hành cấm đường quanh khu vực.
Phó Thủ tướng Chính phủ Nguyễn Xuân Phúc gửi công điện yêu cầu Ủy ban nhân dân thành phố Hà Nội thăm hỏi các gia đình nạn nhân và điều tra nguyên nhân. Khoảng 17 giờ 30 phút, Chủ tịch Ủy ban nhân dân thành phố Hà Nội Nguyễn Đức Chung đến thị sát tình hình, chỉ thị yêu cầu hỗ trợ năm triệu đồng cho mỗi nạn nhân tử vong, ba triệu cho nạn nhân bị thương nặng và hai triệu cho nạn nhân bị thương nhẹ, đồng thời yêu cầu chính quyền địa phương phối hợp với gia đình các nạn nhân tổ chức tang lễ. Lúc 18 giờ 10 phút, Bộ Tư lệnh Thủ đô Hà Nội rà soát vật liệu nổ trong khu vực. Khoảng 19 giờ cùng ngày, Bí thư Thành ủy Hà Nội Hoàng Trung Hải đến thị sát hiện trường và thăm gia đình các nạn nhân, sau đó đến thăm bốn nạn nhân đang điều trị tại Bệnh viện Đa khoa Hà Đông. Giám đốc Sở Y tế Hà Nội Nguyễn Khắc Hiền yêu cầu miễn phí điều trị cho các nạn nhân. Chính quyền quận Hà Đông tổ chức di dời bốn gia đình đến chung cư Victoria Văn Phú cách vụ nổ 500 m để tạm trú.
| Tổ chức                                                            | Nạn nhân | Nạn nhân  | Ghi chú                                                                                                 | Nguồn         |
| Tổ chức                                                            | Tử vong  | Bị thương | Ghi chú                                                                                                 | Nguồn         |
| ------------------------------------------------------------------ | -------- | --------- | --- | ------------- |
| Quỹ Trái tim nhân ái của Hà Nội Mới                                | 5        | 2         | Đây là số tiền trao tặng cho từng trường hợp nạn nhân tử vong, hoặc từng trường hợp nạn nhân bị thương. | [ 51 ]        |
| Ủy ban nhân dân quận Hà Đông                                       | 10       | 5         | Đây là số tiền trao tặng cho từng trường hợp nạn nhân tử vong, hoặc từng trường hợp nạn nhân bị thương. | [ 51 ]        |
| Công ty Cổ phần đầu tư Văn Phú–Invest và chính quyền phường Phú La | 20       | 5         | Đây là số tiền trao tặng cho từng trường hợp nạn nhân tử vong, hoặc từng trường hợp nạn nhân bị thương. | [ 50 ] [ 51 ] |

Ủy ban nhân dân thành phố Hà Nội chỉ thị Ủy ban nhân dân huyện Thanh Oai hỗ trợ Đào Anh Tú —6 tuổi, thân nhân mất mẹ và chị gái trong vụ nổ. Chủ tịch Ủy ban nhân dân huyện Thanh Oai Lê Thị Hà cho biết tổ chức mai táng cho gia đình nạn nhân và lập phương án vận động các tổ chức hỗ trợ cuộc sống cho Đào Anh Tú. Ngày 21 tháng 3, Ủy ban nhân dân thành phố Hà Nội chỉ thị quận Hà Đông phối hợp với phía bệnh viện đưa thi thể các nạn nhân về quê an táng. Sở Xây dựng thành phố Hà Nội và quận Hà Đông mời một tổ kiểm định đánh giá mức độ thiệt hại các tòa nhà bị ảnh hưởng sau vụ nổ. Hai ngày sau, Ban Chỉ đạo Nhà nước về Chương trình hành động quốc gia khắc phục hậu quả bom mìn sau chiến tranh (Ban Chỉ đạo 504) thăm hỏi các nạn nhân tại Bệnh viện Quân y 103 và Bệnh viện Đa khoa Hà Đông. Hội Chữ thập đỏ thành phố Hà Nội trao tặng 4 triệu đồng cho Đào Anh Tú, đồng thời hỗ trợ 500.000 đồng cho mỗi nạn nhân điều trị tại Bệnh viện Đa khoa Hà Đông. Ngày 1 tháng 4, Phó Giám đốc Quỹ Bảo trợ trẻ em Việt Nam (Bộ Lao động – Thương binh và Xã hội) Đinh Tiến Hải thăm và tặng 10 triệu đồng cho Đào Anh Tú tại thôn Mai Châu thuộc xã Liên Châu.

## Nguyên nhân
Trước khi vụ nổ xảy ra, các nhân chứng cho biết một người đàn ông dùng đèn khò cưa một vật thể có hình dáng giống bình oxy hoặc bình nén khí, người đàn ông gây ra vụ nổ được xác nhận là chủ cửa hàng phế liệu Phạm Văn Cường. Vật thể gây ra vụ nổ là một khối kim loại hình trụ tròn, đường kính 40–50 cm, chiều dài 80 cm, trọng lượng khoảng 100 kg; một số mảnh vỡ tại hiện trường được cho là bom. Hai đầu vật thể bằng phẳng và có nhiều ốc nhỏ nhô ra, thân giữa có hai đai sắt hình vuông nhô ra.
Theo tiến sĩ Nguyễn Trường Luyện tại Trường Đại học Bách khoa Hà Nội, nguyên nhân có thể là "khí gas được nén với áp suất lớn" nếu là "vật liệu nổ dạng khí", hoặc "quá trình cháy đột ngột" nếu "vật liệu nổ dạng rắn" tiếp xúc với lửa hoặc nhiệt độ rất cao. Chủ tịch Hội Hỗ trợ khắc phục hậu quả bom mìn Nguyễn Đức Soát nhận định vật liệu nổ có thể là bom đã tháo ngòi nổ, nhưng khi dùng đèn khò để cắt thì nhiệt lượng lên rất cao và gây nổ. Cựu Phó viện trưởng Viện khoa học hình sự Nguyễn Mạnh Hùng giả thiết nguyên nhân có thể do "cưa bình chứa khí nổ cháy".
Khoảng 18 giờ cùng ngày, Trưởng công an quận Hà Đông Vương Tiến Dũng cho biết không phải nổ bình gas, đồng thời xác nhận nguyên nhân từ một vật liệu nổ. Công an thành phố Hà Nội và Bộ Tư lệnh Thủ đô Hà Nội thu giữ nhiều mảnh gang và thép tại hiện trường, Trưởng phòng Cảnh sát điều tra tội phạm về trật tự xã hội (PC 45, thuộc Công an thành phố Hà Nội) Dương Văn Giáp xác nhận vật liệu dùng để chế tạo bom. Theo giám định của Cục Kỹ thuật hình sự thuộc Bộ Công an, thuốc nổ gây ra vụ nổ thường dùng để chế tạo bom.
Ngày 23 tháng 3, Chủ nhiệm Kỹ thuật Trung tâm Công nghệ xử lý bom mìn (Bộ Tư lệnh Công binh) Đoàn Văn Vững cho rằng vật liệu nổ có thể là khoang chiến đấu của một tên lửa,  ngư lôi hoặc thủy lôi. Ngày hôm sau, Phó giám đốc Trung tâm Công nghệ xử lý bom mìn Nghiêm Đình Thiện cho rằng vật liệu nổ là thủy lôi dựa theo lời kể của các nhân chứng. Ngày 13 tháng 4, Giám đốc Sở Cảnh sát Phòng cháy chữa cháy thành phố Hà Nội Hoàng Quốc Định xác nhận nguyên nhân do vật liệu nổ quân dụng, nhưng chưa xác định là bom hay ngư lôi; sau đó khẳng định chính quyền địa phương chịu trách nhiệm quản lý địa điểm buôn bán phế liệu.

## Điều tra
Ngay sau khi vụ nổ xảy ra, các cơ quan hành chính thuộc quận Hà Đông và thành phố Hà Nội đã đến hiện trường và tiến hành điều tra. Chiều cùng ngày, Chủ tịch Ủy ban nhân dân thành phố Hà Nội Nguyễn Đức Chung chỉ thị Công an thành phố Hà Nội đến khám nghiệm hiện trường và điều tra nguyên nhân vụ nổ. Giám đốc Công an thành phố Hà Nội Đoàn Duy Khương đến thị sát hiện trường và chỉ thị điều tra. Hôm sau, Công an thành phố Hà Nội và Bộ Tư lệnh Thủ đô Hà Nội cùng Bộ Công an phối hợp điều tra. Cảnh sát quận Hà Đông và cảnh sát phường Phú La phải niêm phong sáu căn nhà liền kề bị hư hại nghiêm trọng, trong khi cảnh sát quận Hà Đông thì thống kê thiệt hại và thu thập lời khai của các nhân chứng.
Ngày 22 tháng 3, công an thành phố Hà Nội thông báo không khởi tố vụ án vì người gây ra vụ nổ đã tử vong. Ngoài ra, lực lượng này cũng tiến hành truy vết phương tiện vận chuyển và bán vật liệu nổ cho cửa hàng phế liệu của Phạm Văn Cường. Một số nhân chứng cho biết Phạm Văn Cường mua lại vật liệu nổ từ một người bán phế liệu, người này mua lại từ một công trường đang thi công gần hiện trường vụ nổ.

## Hệ quả
Ngày 23 tháng 3, Giám đốc Công an thành phố Hà Nội Đoàn Duy Khương chỉ thị cảnh sát thành phố Hà Nội rà soát và thu hồi vật liệu nổ tại các cửa hàng phế liệu thuộc địa giới hành chính Hà Nội. Theo Ủy ban Về các vấn đề xã hội Quốc hội, thực tế quân đội và cảnh sát cùng chính quyền địa phương vẫn chưa có quy định phối hợp quản lý rõ ràng về kinh doanh phế liệu. Ngày 2 tháng 6 cùng năm, Thủ tướng Chính phủ Nguyễn Xuân Phúc ban hành chỉ thị 20/CT-TTg: yêu cầu Ban Chỉ đạo 504 đề xuất bổ sung quy phạm pháp luật liên quan đến bom mìn, Bộ Quốc phòng đảm bảo Trung tâm Hành động bom mìn quốc gia Việt Nam hoàn thành Chương trình 504, Bộ Công an rà soát vi phạm về vật liệu nổ, Bộ Thông tin và Truyền thông cùng Bộ Lao động – Thương binh và Xã hội cũng như Đài Truyền hình Việt Nam – Đài Tiếng nói Việt Nam tuyên truyền phòng tránh bom mìn.

## Phản ứng

### Người dân khu vực
Người dân làn đường đối diện vụ nổ cho biết áp lực nổ như một "vụ nổ bom", thi thể nạn nhân văng lên tầng hai và văng ra sau tòa nhà đối diện, nhiều người bị thương do mảnh kính vỡ. Cư dân khu vực nghe thấy một tiếng nổ lớn kèm theo khói lúc 15 giờ 10 phút, tiếng nổ ảnh hưởng trong phạm vi khoảng 2 km. Ngoài ra, một người dân còn cảm nhận được rung chấn dù cách tâm vụ nổ 4 km. Một căn nhà đối diện vụ nổ ước tính thiệt hại 40 triệu đồng, trong khi một căn nhà liền kề ước tính 100 triệu đồng và đồng thời yêu cầu xây dựng quy chế về kinh doanh phế liệu. Khi vụ nổ xảy ra, một số thường dân trong khu vực cảm thấy căn nhà rung chuyển như động đất, biểu hiện đau ngực và khó thở, đồ đạc bị thổi bay xuống đất. Người dân tại chung cư Xuân Mai Tower và Hyundai Hillstate liền kề đều hoảng sợ khi nghe tiếng nổ lớn. Tại tòa nhà đối diện vụ nổ, các công ty thuê văn phòng tại đây bàn ghế đảo lộn, nhân viên đều bỏ chạy. Một người dân gần vụ nổ cho rằng trách nhiệm thuộc về "cảnh sát khu vực, tổ dân phố và Ủy ban nhân dân phường" vì buông lỏng quản lý vật liệu nổ. Theo lời kể từ một người dân khu vực, Phạm Văn Cường đã hai lần cưa bom tại cửa hàng. Tính đến năm 2019, căn nhà 15–TT19 được đổi tên thành 16–TT19 và cho thuê làm kho nhôm kính, những người thuê phòng —thời điểm vụ nổ xảy ra— đã rời đi, nhiều căn nhà liền kề không tu sửa kể từ vụ nổ.

### Luật gia
Tại Công ty Luật Cộng Đồng, luật sư Nguyễn An đề nghị khởi tố vụ án hình sự, đồng thời yêu cầu trách nhiệm của cơ quan quản lý Nhà nước cũng như trách nhiệm bồi thường cho người dân. Luật sư Nguyễn An khẳng định Quản lý thị trường phải chịu trách nhiệm về hàng hóa lưu thông, Sở Kế hoạch – Đầu tư phải chịu trách nhiệm về quản lý kinh doanh, còn cảnh sát môi trường thì phải chịu trách nhiệm về rà soát giấy phép kinh doanh. Theo nhận định từ giới luật gia, không có căn cứ khởi tố vụ án hình sự và bồi thường thiệt hại trong vụ nổ bởi vì Phạm Văn Cường —người gây ra vụ nổ— đã tử vong. Trưởng Văn phòng luật sư Bách Gia luật Tạ Anh Tuấn cho rằng không khởi tố vụ án hình sự vì người gây vụ nổ đã tử vong, nhưng khẳng định các nạn nhân có thể khởi kiện dân sự và yêu cầu người thừa kế tài sản của Phạm Văn Cường bồi thường thiệt hại. Luật sư Triệu Trung Dũng tại Đoàn Luật sư Hà Nội khẳng định "không có căn cứ để khởi tố bị can và không có căn cứ để bồi thường thiệt hại" vì người gây ra vụ nổ đã tử vong, đồng thời cho rằng người bán vật liệu nổ cho Phạm Văn Cường sẽ bị truy tố hình sự.

### Truyền thông
Báo Tuổi Trẻ đã đăng một bài xã luận, nêu thực trạng mất an toàn trong kinh doanh phế liệu và yêu cầu chính quyền rà soát lại các quy định pháp lý liên quan. Trần Thường trên VietNamNet liệt kê các khu bán phế liệu tại Hà Nội, đồng thời miêu tả hoạt động này là "quả bom nổ chậm" tại khu dân cư. Cũng trên VietNamNet, Phúc Lai cho rằng vụ nổ xảy ra tại Hà Đông do "hành vi bất cẩn của con người", đồng thời đề xuất cấm các làng nghề mua phế liệu và xây dựng chính sách chuyển đổi nghề cho người dân. Cao Nguyên trên Lao Động đặt câu hỏi về ý thức người dân còn kém hay sự buông lỏng quản lý từ chính quyền. Cũng trên tờ báo này, cây bút Lê Thanh Phong mỉa mai cho rằng "buông lỏng quản lý cháy nổ" nguy hiểm hơn "buông lỏng thu thuế", so sánh hậu quả giữa "mất mạng của người dân" và "mất tiền của ngân sách".
Hoàng Linh trên Dân Việt chỉ trích việc buông lỏng quản lý với câu hỏi "liệu có thủng tai những cán bộ có thói quen vô cảm hay không". Ngoài sự chủ quan của người dân, Trung Anh trên báo Đảng Cộng sản Việt Nam đặt vấn đề trách nhiệm quản lý của chính quyền địa phương trong việc cấp phép kinh doanh phế liệu. Việt Nguyễn trên Gia đình & Xã hội nói rằng "việc cưa phá bom lấy sắt vụn" không chỉ gây nguy hiểm cho chính bản thân họ mà còn khiến nhiều người dân phải chết oan, đồng thời kiến nghị chính quyền địa phương giám sát hoạt động buôn bán phế liệu. Đài Truyền hình Việt Nam đã mỉa mai khi nêu quan điểm cơ chế thống kê và kiểm soát hoạt động kinh doanh phế liệu thể hiện trên lý thuyết, nhưng thực tế đang diễn ra theo kiểu "thích thì cứ làm".

### Công an – Bộ đội
Cựu Phó hiệu trưởng Trường Đại học Phòng cháy chữa cháy Ngô Văn Xiêm khẳng định "việc nhận biết các vật chứa chất nổ rất khó đối với người dân", đồng thời cho rằng "cơ quan quản lý vẫn chưa làm hết trách nhiệm" khi để vật chứa chất nổ thất thoát ra thị trường. Cựu Phó Tư lệnh Chính trị Quân chủng Phòng không – Không quân Nguyễn Văn Phiệt nhận xét đây là "bài học đau lòng" khi chủ cửa hàng phế liệu chủ quan hoặc thiếu kiến thức về an toàn bom mìn; đồng thời đặt vấn đề trách nhiệm của chính quyền địa phương quản lý buôn bán phế liệu trong khu đô thị. Sau vụ nổ tại Hà Đông, cựu Phó Chủ nhiệm Ủy ban Quốc phòng và An ninh của Quốc hội Lê Việt Trường thừa nhận Chính phủ Việt Nam và Bộ Công an cùng các chính quyền địa phương thực hiện các biện pháp mạnh về quản lý phế liệu; nhưng "làm giống như phong trào" và "hết cao điểm thì xẹp xuống".

### Thương nhân phế liệu
Một chủ cửa hàng phế liệu tại Hà Đông cho rằng những trường hợp cưa hoặc đập vật liệu nổ là do thiếu hiểu biết. Theo phỏng vấn của Dân Việt, giới thương nhân buôn phế liệu tại thành phố Hà Nội đều khẳng định không mua vật thể lạ vì cảm thấy nguy hiểm. Sau khi nghe tin tức về vụ nổ tại Hà Đông, một gia đình buôn bán phế liệu (Việt Tiến, Vĩnh Bảo, Hải Phòng) đã giao nộp ba quả bom với trọng lượng khoảng 300 kg cho Bộ Chỉ huy quân sự thành phố Hải Phòng, trước đó gia đình này có ý định cưa chúng.